# Міністерство внутрішніх справ Афганістану
Міністерство внутрішніх справ (пушту د افغانستان د کورنیو چارو وزارت) — міністерство в уряді Афганістану, відповідальне за правоохоронні органи, громадський порядок і боротьбу зі злочинністю. Осідок міністерства — у столиці Кабулі.
Нинішній міністр внутрішніх справ Сіраджуддін Хаккані — син засновника і теперішній керівник мережі Хаккані — розшукується Федеральним бюро розслідувань для допиту, а Держдепартамент за інформацію про його місцезнаходження, що приведе до його арешту, пропонує винагороду в розмірі 10 млн доларів.

## Список міністрів
| Зображення | Повне ім'я                     | Вступив на посаду    | Залишив посаду       | Політична належність | Політична належність                       |
| ---------- | ------------------------------ | -------------------- | -------------------- | -------------------- | ------------------------------------------ |
|            | Абд аль-Гафур Хан              | січень 1929          | 1929                 |                      | саккавіст                                  |
|            | Мохаммад Гуль Хан Моманд       | 1930-ті              | 1930-ті              |                      | незалежний                                 |
|            | Абдул Кадір Нурістані          | 1975                 | 28 квітня 1978       |                      | Національно-революційна партія Афганістану |
|            | Нур Ахмед Нур                  | 30 квітня 1978       | 1978                 |                      | НДПА–Парчам                                |
|            | Абдул Самад Хаксар             | 1996                 | 2001                 |                      | Талібан                                    |
|            | Карі Ахмадулла                 | 1996                 | ?                    |                      | Талібан                                    |
|            | Хайрулла Хайрхва               | 1997                 | 1998                 |                      | Талібан                                    |
|            | Абдур Раззак                   | ? — травень 2000 — ? | ? — травень 2000 — ? |                      | Талібан                                    |
|            | Юнус Кануні                    | 7 грудня 2001        | 19 червня 2002       |                      |                                            |
|            | Тадж Мохаммад Вардак           | 19 червня 2002       | 28 січня 2003        |                      |                                            |
|            | Алі Джалалі                    | 28 січня 2003        | 27 вересня 2005      |                      | незалежний                                 |
|            | Зарар Ахмад Османі             | 28 вересня 2005      | 11 жовтня 2008       |                      |                                            |
|            | Мохаммад Ханіф Атмар           | 11 жовтня 2008       | липень 2010          |                      | незалежний                                 |
|            | Бісмілла Хан Мохаммаді         | липень 2010          | вересень 2012        |                      | Ісламське товариство Афганістану           |
|            | Муджтаба Патанг                | 15 вересня 2012      | 22 липня 2013        |                      | незалежний (поліція)                       |
|            | Мохаммад Омар Даудзай          | 1 вересня 2013       | 9 грудня 2014        |                      | незалежний                                 |
|            | Мохаммад Аюб Салангі (в. о.)   | 9 грудня 2014        | 27 січня 2015        |                      | незалежний (поліція)                       |
|            | Нур-уль-Хак Улумі              | 27 січня 2015        | 24 лютого 2016       |                      | Національна об'єднана партія Афганістану   |
|            | Тадж Мохаммад Джахід           | 24 лютого 2016       | 13 серпня 2017       |                      |                                            |
|            | Вайс Бармак                    | 13 серпня 2017       | 23 грудня 2018       |                      | незалежний                                 |
|            | Амрулла Салех (в. о.)          | 23 грудня 2018       | 19 січня 2019        |                      | «Національний рух»                         |
|            | Масуд Андрабі                  | 19 січня 2019        | 19 березня 2021      |                      |                                            |
|            | Хаятулла Хаят (в. о.)          | 19 березня 2021      | 19 червня 2021       |                      | незалежний                                 |
|            | Абдул Саттар Мірзаквал (в. о.) | 19 червня 2021       | 15 серпня 2021       |                      | незалежний (військовик)                    |
|            | Ібрагім Садр (в. о.)           | 24 серпня 2021       | 7 вересня 2021       |                      | Талібан                                    |
|            | Сіраджуддін Хаккані (в. о.)    | 7 вересня 2021       | Нині чинний          |                      | Талібан (мережа Хаккані)                   |

## Виноски
1. ↑  Міністр або заступник міністра.
2. ↑  Обіймав посаду заступника міністра, коли Джалалі подав у відставку.[8] Перш ніж його призначили на постійній основі, призначався виконувачем обов'язків міністра.